# FC Teutonia 05 Ottensen
Der F.C. Teutonia von 1905 e. V. Altona-Ottensen, kurz FC Teutonia 05 Ottensen (weiter verkürzt u. a. auch FC Teutonia 05 oder Teutonia 05 Ottensen), ist ein Fußballverein aus dem Hamburger Stadtteil Ottensen im Bezirk Altona.

## Geschichte/Höhepunkte
Der Verein aus einem Stadtteil der bis 1938 selbstständigen Stadt Altona wurde 1905 in einer Stehbierhalle von zehn Personen gegründet, zusätzlich gesellten sich die Mitglieder des 1904 aufgelösten FC Hammonia Hamburg dazu. 1907 trat der Verein mit damals insgesamt 40 Mitgliedern dem Norddeutschen Fußballverband bei. Der erste vereinseigene Platz Hogenfeldweg im heutigen Bahrenfeld, der bis 1938 noch zu Ottensen gehörte, wurde 1910 mit einem Spiel gegen den SC Friedrichsort (Kiel) eingeweiht.
Der FC Teutonia 05 Ottensen war von 1921 bis 1924 und von 1926 bis 1928 erstklassig: Man spielte in der damaligen Alsterkreisliga bzw. der Elbekreisliga. Während des Zweiten Weltkrieges bildete der Klub mit dem Nachbarverein Ottensen 07 eine Kriegsspielgemeinschaft (KSG), die im Pokal recht erfolgreich war, so konnte man einen 1:0-Sieg gegen Altona 93 feiern.
Nach dem Krieg erreichte der Verein nach einem 3:2-Sieg gegen den TuS Finkenwerder die zweithöchste Liga, die damalige Verbandsliga Elbe (später Amateurliga Hamburg). Hier spielte man von 1947 bis 1952. Danach war der Klub bis 1956 noch in der dritten Liga, bevor man für Jahrzehnte in die Unterklassigkeit verschwand. Erst in den 1990ern kam der Klub wieder zum Vorschein: Holger Zippel, 1989 zu seinen Stammverein zurückgekehrt, hievte den Verein binnen vier Jahren von der Kreis- in die Landesliga. Anschließend etablierte sich Teutonia, mit einer kurzen Unterbrechung, in der Landesliga Hamburg (Hammonia-Staffel).
Im April 2016 wurde mit Bert Ehm eine namhafte Persönlichkeit des Hamburger Amateurfußballs Teutonia-Ligamanager, woraufhin Trainer Liborio Mazzagatti verärgert zurücktrat. Neuer Trainer wurde Florian Gossow. Die Mannschaft stand auf dem ersten Tabellenplatz der Landesliga (Hammonia-Staffel), als Gossow im Januar 2017 aus beruflichen und gesundheitlichen Gründen sein Traineramt abgab. Ehm und Mazzagatti betreuten die Mannschaft vorübergehend als Trainer, dann war Mazzagatti wieder alleinverantwortlicher Trainer und führte Teutonia 05 als Landesligameister zum Aufstieg in die Oberliga Hamburg. Im Vorfeld der Saison 2017/18 wurde Sören Titze als neuer Trainer geholt, der Mazzagatti ablöste. Als Titzes Assistent kam Matthias Reincke. Ende September 2017 wurde Ligamanager Ehm entlassen, nachdem er auf einer Pressekonferenz „Sieg heil“ gerufen hatte. Über diesen Skandal wurde in Medien bundesweit und international berichtet.
Als Dritter der Abschlusstabelle der Saison 2017/18 nahm der Verein als Vertreter Hamburgs an der Aufstiegsrunde zur Regionalliga Nord teil, da sowohl der Erste TuS Dassendorf als auch der Zweite SC Victoria Hamburg verzichteten. In der Aufstiegsrunde belegte Teutonia 05 den letzten Platz. 2018 wurde Mazzagatti stellvertretender Vereinsvorsitzender, später auch Sportlicher Leiter und Geschäftsführer. Er gilt als einer der Hauptverantwortlichen des Aufschwungs der Teutonia-Fußballer. In der Saison 2018/19 wurde Teutonia unter Titzes und Reinckes Leitung Oberliga-Zweiter. Im Mai 2019 wehrte sich die Jugendabteilung des Vereins öffentlich gegen die erhebliche Professionalisierung der Nachwuchsarbeit.
Mitte März 2020 wurden Titze und Reincke nach zwei Niederlagen in Folge entlassen. Die Vereinsführung begründete die Entscheidung damit, dass die sportlichen Ziele gefährdet seien. Neuer Trainer wurde Achim Hollerieth, dessen Verpflichtung einen Tag nach der Trennung von Titze und Reincke feststand. Am Ende der Saison 2019/20 reichte der zweite Platz für den Aufstieg in die Regionalliga Nord, da andere Mannschaften ihre Zulassungsunterlagen nicht fristgerecht eingereicht hatten. Anfang März 2021 gab der Verein seine Bewerbung für das Teilnahmerecht an der Dritten Liga bekannt. Der Antrag enthielt auch das Vorhaben, die Heimspiele in der Profispielklasse aus Mangel an einer geeigneten Hamburger Spielstätte im Lübecker Stadion an der Lohmühle auszutragen. Teutonia wurde die Drittligalizenz im Frühling 2021 unter Auflagen erteilt. Da der Norddeutsche Fußball-Verband den TSV Havelse und nicht Teutonia in Folge der wegen der COVID-19-Pandemie abgebrochenen Regionalliga-Saison 2020/21 für die Teilnahme an den Drittliga-Aufstiegsspielen aufstellte, platzte der angestrebte Sprung der Hamburger in den Berufsfußball. Ungeachtet der Entscheidung hatte sich der Verein 2021 dazu bekannt, „in spätestens zwei Jahren“ in die dritthöchste deutsche Spielklasse aufsteigen zu wollen. Gegen die geäußerte Kritik, der Aufschwung der Teutonia-Fußballer sei einzig durch die Zuwendungen des Hauptgeldgebers, des deutschen Zweigs des russischen Mineralölkonzerns Lukoil (Lukoil Marine Lubricants GmbH), ermöglicht worden, setzte sich die Vereinsführung zur Wehr und verwies auf das Vorhandensein weiterer Geldgeber sowie den Einsatz ehrenamtlicher Hilfe.
Mit Hollerieth kam es im April 2021 zu keiner Einigung über eine Vertragsverlängerung, sein Nachfolger als Trainer wurde Dietmar Hirsch. Der Verein legte im Juni 2021 bei der Stadt Hamburg einen Entwurf zum Bau einer 190.000 Quadratmeter umfassenden Sportanlage vor, unter anderem mit einem für mehrere Sportarten nutzbaren Stadion (15.000 Plätze), einem Nachwuchsleistungszentrum und Plätzen für den Übungsbetrieb. Der FC Teutonia 05 gab an, Geldgeber für die Umsetzung des Vorhabens gefunden zu haben und forderte von der Stadt ein geeignetes Gelände. In der Saison 2021/22 erreichte Teutonia die Aufstiegsrunde zur Dritten Liga, wiederholte seine Zielstellung, in die dritthöchste Spielklasse aufsteigen und damit in den Profifußball einsteigen zu wollen, wozu jedoch die passende Spielstätte fehlte. Es wurden erneut die Unterlagen zur Erlangung der Teilnahmeberechtigung für die Dritte Liga eingereicht. Anfang März 2022 gab der Verein kurz nach dem Beginn des russischen Überfalls auf die Ukraine bekannt, die Zusammenarbeit mit dem Geldgeber Lukoil Marine Lubricants GmbH vorzeitig zu beenden. Ende April 2022 nahm der Verein einen Trainerwechsel vor: Hirsch wurde entlassen, nachdem bereits Anfang des Monats veröffentlicht worden war, dass sich Hirsch und Teutonia am Ende der Saison 2021/22 trennen würden. Hirschs Assistent Jan-Phillip Rose wurde für die verbleibenden Spiele die Betreuung der Mannschaft übertragen. Am Ende der Saison 2021/22 gewann Teutonia durch einen 2:1-Endspielsieg über Altona 93 erstmals den Hamburger Pokal, Teutonias Torschützen waren Fabian Istefo und Can Düzel. Dem Verein gelang durch diesen Erfolg der Einzug in den DFB-Pokal.
Als neuer Trainer wurde im Mai 2022 David Bergner vermeldet. Am 30. August 2022 spielte der FC Teutonia 05 in der ersten Runde des DFB-Pokals gegen den Bundesligisten RB Leipzig. Da die übliche Spielstätte der Hamburger, das Stadion Hoheluft, aufgrund des Kunstrasens ungeeignet war, sah sich der Verein gezwungen, einen alternativen Austragungsort zu finden. Das Millerntor-Stadion als mögliche Spielstätte fiel aus, weil die Verantwortlichen des FC St. Pauli das Stadion nicht zur Verfügung stellten, da es nicht als Bühne für den RB Leipzig dienen sollte. Aufgrund dieser Umstände wurde das Paul-Greifzu-Stadion in Dessau-Roßlau als Austragungsort ausgemacht. Unbekannte beschädigten jedoch den Rasen, sodass dieser unbespielbar war. Ausgetragen wurde das Pokalspiel letztlich in der Red Bull Arena in Leipzig, Teutonia verlor mit 0:8. Im Mai 2023 trennte sich Teutonia von Trainer Bergner. Zu diesem Zeitpunkt belegte man in der Regionalliga den vierten Tabellenplatz, nachdem man sich im Vergleich zum Stand zur Hälfte der Saison (13.) deutlich verbessert hatte. Der vormalige Co-Trainer Richard Krohn übernahm bis zum Ende des Spieljahres 2022/23 hauptverantwortlich die Betreuung der Mannschaft.
Im Juni 2023 wurde das neue Trainergespann vorgestellt: Dominik Glawogger wurde Cheftrainer und André Trulsen sein Assistent. 2023 erreichte der Verein erneut die erste Runde des DFB-Pokals. Gegen TSV Bayer 04 Leverkusen stimmten die Verantwortlichen vom FC St. Pauli diesmal der Nutzung des Millerntor-Stadion zu. Das Spiel ging wie im Jahr zuvor mit 0:8 verloren. Im Februar 2024 endete die Amtszeit von Glawogger, als er von Teutonia aus sportlichen Gründen freigestellt wurde. Die Nachfolge übernahm Immanuel Höhn. Im April 2024 gab der Verein Nabil Toumi als neuen Trainer mit dem Beginn der Saison 2024/25 bekannt. Im Mai 2024 wurde Siegmar Kuntze, der zwischen 2000 und 2012 Präsident des Basketballvereins SC Rist Wedel gewesen war, zum Vereinsvorsitzenden des FC Teutonia gewählt.
Im Januar 2025 musste Trainer Toumi seinen Posten räumen, die Mannschaft belegte da den 13. Tabellenplatz. Die Co-Trainer Dani Schahin und Timucin Gürsan übernahmen nach der Entlassung Toumis die Betreuung der Elf. Ende Februar 2025 gab der Verein bekannt, sich am Ende der Saison 2024/25 aus der Regionalliga zurückzuziehen. Aufgrund des Fehlens einer angemessenen Spielstätte gebe es keine Aussicht auf einen Aufstieg in die 3. Liga. Die Finanzierung der Regionalliga-Mannschaft sei wegen dieser mangelnden Aufstiegsperspektive nicht mehr gesichert, verkündete der Verein bei der Rückzugsankündigung.
Mitte Mai 2025 wurde Mehdi Saeedi-Madani als neuer Teutonia-Trainer vermeldet.

## Struktur/Jugendarbeit
Teutonia 05 ist ein reiner Fußballverein. Der Verein legt viel Wert auf seine Jugendarbeit für Kinder mit Migrationshintergrund. So wurde eine Rap-CD erstellt und es gibt ein Heftchen mit Fußballbegriffen in den jeweiligen Muttersprachen der ausländischen Jugendspieler zu kaufen. 1997 wurde der Verein mit dem Uwe-Seeler-Preis, dem höchsten Preis für Jugendarbeit im Fußballbereich, ausgezeichnet.

## Stadion
Die Heimspielstätte des FC Teutonia 05 Ottensen ist der Gottfried-Tönsfeldt-Platz (auch Sportplatz Kreuzkirche genannt) in Ottensen mit ca. 1000 Plätzen. Im Januar 2016 wurde der Umbau des vorherigen Grandplatzes in einen Kunstrasenplatz abgeschlossen.
Um die Anforderungen der Regionalliga Nord zu erfüllen, wechselte der Verein nach dem Aufstieg 2020 in das Stadion Hoheluft (8000 Plätze) nach Eppendorf.

## Persönlichkeiten
- Eric Maxim Choupo-Moting
- Davidson Eden
- Bert Ehm
- Deran Toksöz
- Francky Sembolo

## Aktueller Kader
- Stand: 8. April 2025[40][41]

| Nr.        | Nat.                    | Spieler                | Geburtsdatum      | im Verein seit | letzter Verein               |
| Tor        |                         |                        |                   |                |                              |
| 01         | Deutschland             | Jan Niemann            | 5. Juli 2004      | 2023           | Eimsbütteler TV U19          |
| 32         | Deutschland             | Lars Huxsohl           | 10. Juni 1996     | 2024           | Eintracht Norderstedt        |
| 34         | Bosnien und Herzegowina | Semir Svraka           | 20. Mai 1988      | 2024           | eigene Jugend                |
| 38         | Deutschland             | Nathanael Sallah       | 14. August 2000   | 2025           | University of Nebraska Omaha |
| Abwehr     |                         |                        |                   |                |                              |
| 03         | Deutschland             | Ole Wagner             | 13. Juni 2005     | 2024           | Eimsbütteler TV U19          |
| 04         | Deutschland             | Emmanuel Ntsiakoh      | 17. März 2004     | 2024           | Hamburger SV II              |
| 05         | Deutschland             | Marcus Coffie          | 19. Januar 1995   | 2020           | Holstein Kiel II             |
| 08         | Deutschland             | Manasse Fionouke       | 27. April 1999    | 2024           | Bremer SV                    |
| 16         | Deutschland             | Arian Khodabakhshian   | 13. Januar 2001   | 2024           | SV Drochtersen/Assel         |
| 17         | Deutschland             | Davidson Eden          | 26. März 1988     | 2024           | FC Alsterbrüder              |
| 21         | Deutschland             | Noel Denis             | 23. Dezember 2001 | 2024           | Eimsbütteler TV              |
| 22         | Deutschland             | Marvin Ajani           | 4. Oktober 1993   | 2024           | Hallescher FC                |
| 27         | Deutschland             | Abdul-Malik Yago       | 15. Mai 2001      | 2024           | Eimsbütteler TV              |
| Mittelfeld |                         |                        |                   |                |                              |
| 06         | Deutschland             | Tom Kankowski          | 15. März 2003     | 2024           | FC St. Pauli II              |
| 07         | Deutschland             | Kevin Weidlich         | 4. Oktober 1989   | 2021           | SC Fortuna Köln              |
| 10         | Kosovo                  | Dren Feka              | 9. Juni 1997      | 2024           | KF Dukagjini                 |
| 18         | Deutschland             | Namrud Embaye          | 9. Januar 2002    | 2024           | TSV Schott Mainz             |
| 19         | Deutschland             | Luke Sendzik           | 27. Februar 2003  | 2024           | 1. FC Phönix Lübeck          |
| 20         | Deutschland             | Mohamed Abd El Aal Ali | 30. November 2002 | 2022           | Hamburger SV III             |
| 33         | Deutschland             | Feritali Erdem         | 3. März 2005      | 2024           | FC Union 60 Bremen           |
| 66         | Deutschland             | Henry Koeberer         | 30. Januar 2003   | 2025           | BSG Chemie Leipzig           |
| Sturm      |                         |                        |                   |                |                              |
| 09         | Deutschland             | Christian Stark        | 18. Februar 1998  | 2024           | ETSV Hamburg                 |
| 11         | Deutschland             | Simon Siegfried        | 18. März 2003     | 2024           | TSV Sasel                    |
| 23         | Deutschland             | Jason Ejesieme         | 29. März 2003     | 2024           | vereinslos                   |
| 29         | Deutschland             | Michael Kobert         | 14. März 1996     | 2024           | 1. FC Phönix Lübeck          |
| 30         | Deutschland             | Nick Gutmann           | 26. August 1996   | 2024           | Eintracht Norderstedt        |
| 37         | Vereinigte Staaten      | Remmy Kruse            | 28. Januar 2004   | 2024           | Rostocker FC                 |
| 70         | Israel                  | Joseph Ganda           | 10. März 1997     | 2025           | 1. FC Phönix Lübeck          |
| 77         | Portugal                | Dominik Akyol          | 12. April 2000    | 2024           | Eimsbütteler TV              |

## Erfolge
- Hamburger Pokalsieger 2022, 2023[42], 2024
- Sepp-Herberger-Awards 2022: Dritter Platz in der Kategorie „Sport Digital“[43]